# Klüppelberg
Klüppelberg war eine selbständige Gemeinde und Bürgermeisterei im Bergischen Land. Sie gehörte zum Kreis Wipperfürth und nach dessen Auflösung zum Oberbergischen Kreis im Regierungsbezirk Köln im südlichen Nordrhein-Westfalen. Ihr damaliges Gebiet gehört nunmehr im Wesentlichen zur Stadt Wipperfürth.

## Lage und Beschreibung
Die Gemeinde Klüppelberg umfasste im Wesentlichen die heutigen Wipperfürther Ortsteile Agathaberg, Kreuzberg, Ohl und Thier sowie die heutigen Marienheider Ortsteile Kempershöhe, Gogarten und Krommenohl. Das Rathaus befand sich in Niedergaul. Die Gemeinde war ländlich geprägt. Größter Ort war Kreuzberg, das heute ca. 1.500 Einwohner hat.
Die höchste Erhebung ist der Wahlberg mit 406 m ü. NHN, unweit von Ohl.

## Geschichte
Das Herzogtum Berg gehörte zuletzt aufgrund von Erbfällen zum Besitz Königs Maximilian I. Joseph von Bayern. Am 15. März 1806 trat er das Herzogtum an Napoleon Bonaparte im Tausch gegen das Fürstentum Ansbach ab. Dieser übereignete das Herzogtum an seinen Schwager Joachim Murat, der es am 24. April 1806 zusammen mit den rechtsrheinischen Grafschaften Mark, Dortmund, Limburg, dem nördlichen Teil des Fürstentums Münster und weiteren Territorien zu dem Großherzogtum Berg vereinte.
Bald nach der Übernahme begann die französische Verwaltung im Großherzogtum neue und moderne Verwaltungsstrukturen nach französischem Vorbild einzuführen. Bis zum 3. August 1806 ersetzte und vereinheitlichte diese Kommunalreform die alten bergischen Ämter und Herrschaften. Sie sah die Schaffung von Départements, Arrondissements, Kantone und Munizipalitäten (ab Ende 1808 Mairies genannt) vor und brach mit den alten Adelsvorrechten in der Kommunalverwaltung. Am 14. November 1808 war dieser Prozess nach einer Neuordnung der ersten Strukturierung von 1806 abgeschlossen, die altbergischen Honschaften blieben dabei häufig erhalten und wurden als Landgemeinden den jeweiligen Mairies eines Kantons zugeordnet. In dieser Zeit wurde die Munizipalität bzw. Maire Klüppelberg als Teil des Kanton Wipperfürth im Arrondissement Elberfeld geschaffen. Die Maire entstand durch die politische Trennung eines großen Umlandsbereiches im Süden und Osten der Stadt Wipperfürth. Die daraus geformte politische Einheit wurde nach der gleichnamigen, zwischen den Orten Dohrgaul und Ohl liegenden und bis 395 m ü. NHN hohen Erhebung „Klüppelberg“ benannt.
1813 zogen die Franzosen nach der Niederlage in der Völkerschlacht bei Leipzig aus dem Großherzogtum ab und es fiel ab Ende 1813 unter die provisorische Verwaltung durch Preußen im sogenannten Generalgouvernement Berg, die es 1815 durch die Beschlüsse des Wiener Kongreß endgültig zugesprochen bekamen. Mit Bildung der preußischen Provinz Jülich-Kleve-Berg 1816 wurden die vorhandenen Verwaltungsstrukturen im Großen und Ganzen zunächst beibehalten und unter Beibehaltung der französischen Grenzziehungen in preußische Landkreise, Bürgermeistereien und Gemeinden umgewandelt, die häufig bis in das 20. Jahrhundert Bestand hatten. Der Kanton Wipperfürth wurde zum Kreis Wipperfürth, die Maire Klüppelberg zur Bürgermeisterei Klüppelberg.
Klüppelberg gehörte von 1816 bis 1932 zum Kreis Wipperfürth und danach bis zum 31. Dezember 1974 zum Rheinisch-Bergischen Kreis. Das Gemeindelexikon für die Provinz Rheinland von 1888 gibt für die Bürgermeisterei eine Einwohnerzahl von 4224 an (1205 evangelischen und 3019 katholischen Glaubens), die in 136 Wohnplätzen mit zusammen 681 Wohnhäuser und 840 Haushaltungen lebten. Die Fläche der Bürgermeisterei (6547 ha) unterteilte sich in 2578 ha Ackerland, 572 ha Wiesen und 2803 ha Wald.
Zu der Bürgermeisterei gehörten 1888 die Wohnplätze und Ortschaften: Abshof, Abstoß, Agathaberg, Ahe, Alfen, Altensturmberg, Anschlag, Ballsiefen, Baumhof, Bengelshagen, Benninghausen, Bergesbirken, Berghausen, Berrenberg, Biesenbach, Böswipper, Bommerhaus, Boxbüchen, Büchel, Bühlstahl, Dahl, Dellweg, Dievesherweg, Dörpinghausen, Dörrenbach, Dohrgaul, Drecke, Egerpohl, Eiringhausen, Erlen, Fähnrichstüttem, Felderhof, Freihäuschen, Friedrichsthal, Fürden, Graben, Grennebach, Großfastenrath, Großscherkenbach, Grünenberg, Grunewald, Hackenberg, Hagen, Hahnenberg, Halkenberg, Haufe, Heierlöh, Hintermühle, Hinterscharde, Hinterwurth, Hohl, Hollinden, Hollmünde, Hungerberg, Jägerhof, Jörgensmühle, Kahlscheuer, Kempershöhe, Kerspe, Klaswipper, Kleinfastenrath, Kleinscherkenbach, Klemenseichen, Klespe, Königsheide, Kotten, Kremershof, Kreuzberg, Krommenohl, Kupferberg, Küppersherweg, Lendringhausen, Lippe, Meienborn, Mesewinkel, Mettberg, Mittelweg, Nagelsbüchel, Nagelsgaul, Neeskotten, Neuenhammer, Neuenhaus bei Rönsahl, Neuenhaus bei Thier, Neuenherweg, Neuensturmberg, Niederbenningrath, Niederengsfeld, Niederflosbach, Niedergogarten, Niederheukelbach, Niederholl, Niederkemmerich, Niederklüppelberg, Niederscheveling, Niedersiemeringhausen (bildet heute einen geschlossenen Siedlungsbereich mit Siemerkusen), Niederwipper, Oberbenningrath, Oberdierdorf, Oberengsfeld, Oberflosbach, Obergaul, Obergogarten, Oberholl, Oberkemmerich, Oberklüppelberg, Oberscheveling, Obersiemeringhausen, Ohl, Ommerborn, Peffekoven, Peppinghausen, Raffelsiefen, Ritterlöh, Roppersthal, Sattlershöhe, Schlade, Schleise, Schmitzwipper, Schnipperingen, Schollenbach, Sonnenberg, Speckenbach, Stillinghausen, Streppel, Stüttem, Tannenbaum, Thier, Unterdierdorf, Unterstenhof, Vordermühle, Vorderscharde, Vorderwurth, Wasserfuhr, Wiegen, Wingenbach und Wüstenhof (Thier).
Nach § 12 Abs. 1 des Köln-Gesetzes wurden wesentliche Teile Klüppelbergs mit Wirkung vom 1. Januar 1975 zusammen mit Wipperfürth und großen Teilen der damaligen Gemeinde Wipperfeld zur neuen Stadt Wipperfürth zusammengeschlossen und kam mit dieser zum Oberbergischen Kreis. Kleinere Gebiete kamen zur oberbergischen Gemeinde Marienheide (§ 16 Nr. 4 Köln-Gesetz) und zur Stadt Kierspe im Märkischen Kreis (§ 12 Abs. 2 Köln-Gesetz).
Die am 1. Januar 1975 nach Wipperfürth umgegliederten Gemeindeteile umfassten eine Fläche von 57,65 km² mit 6780 Einwohnern. Nach Marienheide wurden 759 Einwohner mit einer Fläche von 5,44 km² umgegliedert. Kierspe erhielt eine Fläche von 1,12 km², auf der 158 Einwohner lebten.

## Wappen
| Wappen von Klüppelberg | Blasonierung: „In Gold (Gelb) über schwarzem Dreiberg im Schildfuß ein schwebender kreuzförmiger dreiblättriger grüner Eichenzweig mit Eichel rechts.“ |
| Wappen von Klüppelberg | Wappenbegründung: Das Wappen wurde 1935 vom Oberpräsidenten der Rheinprovinz verliehen. Der Berg im Schildfuß bezieht sich auf den 395 Meter hohen „Klüppelberg“ zwischen Dohrgaul und Ohl, der der Gemeinde als Honnschaft ihren Namen gab. Der Eichenzweig deutet auf die waldreichen Gebiete der Gemeinde hin. |